# Procissão dançante de Echternach
A procissão dançante de Echternach é uma procissão realizada anualmente em Echternach, no Luxemburgo, na terça-feira de Pentecostes. Festa religiosa cristã, a procissão também se chama "Sprangprëssioun". A sua conclusão, certificada por documentos que datam de 1100, destina-se a venerar São Vilibrordo, o monge fundador da Abadia de Echternach, que é reverenciado por seu trabalho missionário, suas boas ações e seus dons para curar algumas doenças. Embora a Igreja se tenha oposto em tempos antigos a esta procissão, por alegadamente conter elementos pagãos, as proibições de que foi objeto não conseguiram evitar a sua realização por toda a região e por todas as classes sociais. A procissão começa no início da manhã no pátio da antiga abadia, na presença dos mais altos dignitários eclesiásticos do país e de outros países. De acordo com um ritual, transmitido de geração em geração, os cantores entoam ladainhas e, em seguida, cerca de 8000 dançarinos, divididos em 45 grupos, começam as suas danças. A procissão termina com um serviço religioso na basílica. Atualmente, a procissão é um evento religioso profundamente enraizado na tradição que se expressa através de orações, de canções e da forma histórica de culto, ou seja, a dança. Hoje em dia, a procissão tem o apoio das autoridades civis e religiosas, e a sua popularidade está aumentando, apesar da secularização da sociedade, porque a cada ano vêm vê-la 13000 pessoas do Luxemburgo e países vizinhos.
A procissão dançante de Echternach foi integrada pela UNESCO na lista representativa do Património Cultural Imaterial da Humanidade em 2010.